# Ingesta diaria recomendada
La Ingesta diaria recomendada (abreviado como IDR) es, en nutrición, la dosis mínima que se debe consumir de un nutriente para mantenerse sano.
En los informes periódicamente actualizados del Food and Nutrition Board del National Research Council (U.S.A.) se publican una serie de directrices sobre las necesidades nutritivas en las personas sanas. Estas raciones diarias recomendadas (RDA del inglés Recommended dietary allowances), expresadas según el sexo y la edad y modificadas para situaciones como el embarazo y la lactancia, están diseñadas para cubrir los requerimientos nutricionales de prácticamente todas las personas sanas.

## Características de la dosis
Las dosis pueden variar para un mismo nutriente, según la recomendación sea de una organización u otra. Las necesidades también pueden variar por muchas circunstancias. Por ejemplo, el consumo de agua puede variar con las condiciones ambientales.
Los aportes dietéticos recomendados de proteínas (nitrógeno), hierro y calcio se basan en experimentos en los que se han definido las necesidades normales, como la ingesta necesaria para alcanzar un balance cero entre la ingesta y la pérdida. Por lo que respecta a la mayor parte de las vitaminas, los aportes en la ingesta diaria se definen en función del mantenimiento de un funcionamiento pleno y de unos límites seguros de depósitos orgánicos.

## Cálculos
Para realizar los cálculos se admite que la digestión, la absorción y el metabolismo son normales. Por lo tanto, deberá tenerse presente que los aportes dietéticos recomendados no son más que una guía aproximada para calcular las necesidades nutritivas en cualquier individuo y que, cuando nos encontremos con pacientes cuya enfermedad interfiera con la absorción o que, alteren el metabolismo o las necesidades nutricionales, deberán modificarse los aportes que ha de recibir el enfermo..